# 谷真理佳
谷真理佳（日语：／ Tani Marika，1996年1月5日—）是日本女藝人，為女子偶像團體SKE48 Team E前成員，福岡縣出身，所屬經紀公司為Zest。2012年以HKT48二期生身分出道。2014年在「AKB48集團大組閣祭」移籍至SKE48。2024年3月31日自SKE48畢業。

## 經歷
2012年6月23日，通過HKT48二期生徵選。9月23日，於HKT48劇場中首度登場，演唱《想見你》一曲。9月30日，出演HKT48研究生「Party開始了」公演，於劇場公演出道。
2013年7月20日，在「AKB48 2013盛夏的巨蛋巡回〜還有許多 不得不做的事情〜」福岡巨蛋演唱會的發表HKT48第2張單曲《甜瓜汁》的選拔名單中首次獲選HKT48單曲選拔成員。11月2日，首次參與向日葵組公演「睡衣兜風」。11月5日，參與研究生公演「PARTY開始了」千秋樂。11月17日，參與研究生公演「腦內天堂」的初日公演。
2014年1月11日，於大分縣iichiko剧场“HKT48九州7县巡演～和可爱的孩子们一起旅行～”的第一天夜公演中，獲宣布升格到新成立的Team KIV。2月24日，於DiverCity東京舉辦的「AKB48集團大組閣祭」中，被宣布移籍至SKE48 Team E。4月21日，參與HKT48研究生公演「腦內天堂」千秋樂，正式結束在HKT48的活動。5月2日，參與SKE48 Team E 4th Stage「手牽手」公演初日公演。9月11至16日，參演於東京AiiA劇場上演的由漫畫改編而成的舞台劇《AKB49～戀愛禁止條例～》。11月2日，於名古屋國際會議場舉行的「SKE48 重溫時間 最佳曲目242 2014」發表的SKE48第16張單曲《12月的袋鼠》的選拔名單中初次進入SKE48的選拔。
2015年6月6日，於「AKB48第41張單曲選拔總選舉」中以26,051票獲得第23名。8月11日，首個個人冠名網上節目《谷真理佳的興奮RADIO魂!!》（谷真理佳のハイテンションRADIO魂!!）於UC-NEXT UC Channel開始播出。
2016年6月18日，於「AKB48第45張單曲選拔總選舉」中以19,274票獲得第55名。
2017年6月17日，於「AKB48第49張單曲選拔總選舉」中以17,744票獲得第66名。
2018年6月17日，於「AKB48第49張單曲選拔總選舉」中以17,027票獲得第89名。10月4日，於「SKE48劇場出道10周年紀念特別公演」上，獲告知將移籍至渡邊娛樂。
2019年5月21日，於TBS電視台節目《HIRUOBI!ひるおび!》中擔任固定氣象播報員。10月7日至12月27日，首個個人冠名廣播節目《西岡健吾與谷真理佳的今夜也大騷動！》（西岡健吾と谷真理佳の今夜も大さわぎ！），於Radio NEO播出（每週一至週五，平日播出時段）。
2023年12月31日，離開了渡邊娛樂，並於隔日加入了SKE48的經紀公司Zest。
2024年1月20日，在電音部的 Bellemule線上直播中，作為「Bellemule的Ai角色」加入。1月24日，在Team E 6th Stage「一起喊出聲來吧!!!」 的自身生誕祭中宣布畢業。3月30日，在Team E「一起喊出聲來吧!!!」中舉辦畢業公演。3月31日，正式從SKE48畢業。

## 人物

### 個人相關
- 谷原本是以福岡為據點的HKT48二期成員之一，但在2014年「AKB48集團大組閣祭」中移籍至SKE48。暱稱「Marika」（まりか）的谷出身於福岡當地，在HKT48成立後經常與村重杏奈、中西智代梨一同被視為是HKT48中的「綜藝班」成員，擅長模仿吸入氦氣時變聲的說話效果，其主持話術能力也受到一定的肯定。
- HKT48時期的自我介紹是：「福岡縣出身18歳，何時何地都讓你微笑。特點是氦氣式的說話聲，暱稱為「Marika」的谷真理佳」（日语：福岡県出身18歳、いつでもどこでもあなたを笑顔にさせちゃいます。チャームポイントはヘリウム声、まりかこと谷真理佳です）。
- 目前的自我介紹為：「每兩個月才一次的洗衣服就正好啦」（日语：洗濯は2ヶ月に1度がちょうどいい）。
- 家中有一個哥哥一個姊姊。
- 自稱為「谷」，有時則用「我」。
- 總是在眾人前積極地表現自我，非常活潑，但被指原莉乃形容內心是玻璃心，成員們都指谷在鏡頭背後經常嘆氣。
- 夢想成為聲優。
- 以HKT48的清純擔當為目標，經常自稱與石原聰美相似。
- 於HKT48的御出掛！中被成員發現了隨身攜帶著的反省筆記當中，寫下了每次自己需要反省的地方及鼓勵自己的說話。
- 食量很大。
- 喜歡聽音樂、看電影、動漫。
- 特技是氦氣式的說話聲和讀心術。
- 有懼高症，曾經於晴空塔上要由成員扶著才能行得到。
- 於《AKB大調查》中被發現名古屋的家相當髒亂，得到全AKB48集團最髒成員的稱號。
- 喜歡貓，福岡的家裡養了兩隻貓。

### HKT48/SKE48相關
- 官方暱稱是「Marika」，中西智代梨於中學時期稱谷為「輪廓90度」，山田麻莉奈於Aruaru_YY電視稱谷為「Google欺詐」，指原莉乃曾經於HKT48的御出掛！寫下「打倒谷」，但被指「谷」字寫得像「八人口」，所以也成為了其稱號。
- 與中西智代梨是中學時代的好友，谷曾經說過「非常尊敬智代梨，就像我的保護者的存在。」。谷的夢想是成為聲優，於是中西智代梨提議她去參加HKT48的甄選會。
- 松井玲奈於HaKaTa百貨店2號店選擇谷為她的應援成員。
- 指原莉乃關注的綜藝班成員之一，當「AKB48集團大組閣祭」宣佈谷移藉到SKE48後，還要求秋元康將谷及中西還回來。
- 與HKT48成員冨吉明日香、後藤泉、坂口理子、駒田京伽關係非常好，仿照「小瓢蟲Chu!」成立了非正式Unit「芋蟲Chu!」。
- 與松村香織、須田亞香里組成了新的Unit「田〜須〜、村〜松〜&尼〜塔〜」（だ〜す〜、つ〜ま〜&に〜た〜），於AKB48集團埼玉超級競技場春季演唱會 SKE48單獨中演唱了《這裡來一發》（ここで一発），並於SKE48的單曲笨拙的太陽中以3人名義的Unit參與了《戀愛更似夢想》（恋よりもDream）的歌曲錄制。
- 於節目SKE48 炸蝦商!及SKE48 炸蝦賭場!中與松村香織一起參與了「SKE48 松村香織和谷真理佳的日本列島搭便車之旅」和「松村香織和谷真理佳的SKE48的懸賞生活〜少女偶像僅靠抽獎能生活下去嗎?〜」的環節，在節目中兩人都表示慶幸拍檔能夠是對方。
- 現在所使用的簽名是HKT48成員兒玉遙幫忙構想的。
- 在HKT48成員兒玉遙考慮是否退出演藝圈時，給予鼓勵「魯P醬(兒玉遙)不應該放棄！」、「因為我站在舞台上，因此我知道哈魯P有獨特的光環！」因此使兒玉瑤打起精神，決定繼續演藝圈之路。[28]

## 參與曲目
- 標註有「★」符號者表示該首歌曲有拍攝對應的MV。

### 單曲CD
SKE48
|      | 發行 日期       | 單曲名稱           | 參與歌曲名稱         | 分隊名義                        | 收錄 版本 | MV | 備註                    |
| ---- | --------------- | ------------------ | -------------------- | ------------------------------- | --------- | -- | ----------------------- |
| 15th | 2014年8月1日    | 笨拙的太陽         | 香蕉革命             | Team E                          | Type-C    | ★  |                         |
| 15th | 2014年8月1日    | 笨拙的太陽         | 比起戀愛更似夢想     | 「田〜須〜、村〜松〜&尼〜塔〜」 | Type-D    | ★  |                         |
| 16th | 2014年12月10日  | 12月的袋鼠         | 12月的袋鼠           |                                 | 全版本    | ★  | A面曲 首次进入SKE48选拔 |
| 16th | 2014年12月10日  | 12月的袋鼠         | 我愛愛知             | 愛知TOYOTA選拔                  | Type-A    |    |                         |
| 16th | 2014年12月10日  | 12月的袋鼠         | 青春咖喱飯           | Team E                          | Type-C    | ★  |                         |
| 17th | 2015年3月31日   | 風情萬種塞車中     | 風情萬種塞車中       |                                 | 全版本    | ★  | A面曲                   |
| 17th | 2015年3月31日   | 風情萬種塞車中     | 靜音的電視機         | Team E                          | Type-C    | ★  |                         |
| 18th | 2015年8月12日   | 向前衝             | 向前衝               |                                 | 全版本    | ★  | A面曲                   |
| 18th | 2015年8月12日   | 向前衝             | 漫長夢境的迷宮       | Team E                          | Type-C    | ★  |                         |
| 19th | 2016年3月30日   | 膽小鬼LINE         | 膽小鬼LINE           |                                 | 全版本    | ★  | A面曲                   |
| 19th | 2016年3月30日   | 膽小鬼LINE         | Is that your secret? | Team E                          | Type-C    | ★  |                         |
| 20th | 2016年8月17日   | 金的愛，銀的愛     | 金的愛，銀的愛       |                                 | 全版本    | ★  | A面曲                   |
| 20th | 2016年8月17日   | 金的愛，銀的愛     | Happy Ranking        | Rank in girls 2016              | Type-A    | ★  |                         |
| 21st | 2017年7月19日   | 意外是芒果         | 俺得                 | Team E                          | Type-C    | ★  |                         |
| 22nd | 2018年1月10日   | 無意識的色彩       | 因為搖擺不定         | Kosanga7                        | 劇場盤    |    |                         |
| 23rd | 2018年7月4日    | 突如其來Punchline  | 你是弹珠汽水         | Team E                          | Type-C    | ★  |                         |
| 23rd | 2018年7月4日    | 突如其來Punchline  | 大人的世界           | B・Laviere                      | Type-D    | ★  | Center                  |
| 24th | 2018年 12月12日 | Stand by you       | 入口                 | Team E                          | Type-C    | ★  |                         |
| 24th | 2018年 12月12日 | Stand by you       | 神不会抛下你         |                                 | 剧场盘    |    |                         |
| 25th | 2019年7月24日   | FRUSTRATION        | 那一天的Secret Base  | 白組                            | Type-C    | ★  |                         |
| 26th | 2020年1月25日   | 也是有這樣的對吧？ | 直率純情             | Jewel Box                       | Type-B    | ★  |                         |
| 27th | 2021年2月3日    | 墜入愛河Flag       | 墜入愛河Flag         |                                 | 全版本    | ★  | A面曲                   |
| 28th | 2021年9月1日    | 找到了那時候的你   | 世界的Super Hero     |                                 | Type-C    | ★  |                         |
| 29th | 2022年3月9日    | 心中的Flower       | 朋友喲               |                                 | Type-C    | ★  |                         |
| 30th | 2022年10月5日   | 絕對Inspiration    | 單戀Forever          |                                 | Type-C    | ★  |                         |
| 31st | 2023年7月5日    | 深深愛上你了       | 從交談開始           | Team E                          | Type-C    | ★  |                         |

Love Crescendo（SKE48 Unit）
|     | 發行日期       | 單曲名稱             | 參與歌曲名稱   | 分隊名義       | 收錄 版本 | MV | 備註 |
| --- | -------------- | -------------------- | -------------- | -------------- | --------- | -- | ---- |
| 1st | 2015年11月25日 | 玻璃杯中枝椏間的陽光 | 從明天開始期待 | 愛知TOYOTA選抜 | 全版本    |    |      |
| 1st | 2015年11月25日 | 玻璃杯中枝椏間的陽光 | 平民參選宣言   | 滯銷鑽石       | 劇場盤    |    |      |

HKT48
|     | 發行 日期     | 單曲名稱             | 參與歌曲名稱             | 分隊名義 | 收錄 版本 | MV | 備註   |
| --- | ------------- | -------------------- | ------------------------ | -------- | --------- | -- | ------ |
| 1st | 2013年3月20日 | 喜歡！喜歡！小跳步！ | 現在是第一               | 旨口姬   | Type-B    | ★  |        |
| 2nd | 2013年9月4日  | 蜜瓜汁               | 蜜瓜汁                   |          | 全版本    | ★  | A面曲  |
| 3rd | 2014年3月12日 | 櫻花，大家一起來品嚐 | 與前男友的哥哥交往這回事 | Team KIV | Type B    | ★  |        |
| 4th | 2014年9月24日 | 有所保留的我愛你！   | 現在 正想著你            | HKT48    | 全版本    |    | [ 29 ] |

AKB48
|      | 發行日期       | 單曲名稱           | 參與歌曲名稱       | 分隊名義                     | 收錄版本 | MV | 備註 |
| ---- | -------------- | ------------------ | ------------------ | ---------------------------- | -------- | -- | ---- |
| 32th | 2013年 5月22日 | 再見自由式         | 玫瑰的果实         | Under Girls                  | 全版本   | ★  |      |
| 35th | 2014年2月26日  | 勇往直前           | KONJO              | Talking Chimpanzees          | Type-C   | ★  |      |
| 38th | 2014年11月26日 | 希望無限           | 我想歌唱           | 嘉德麗亞蘭組                 | Type-C   | ★  |      |
| 39th | 2015年3月4日   | Green Flash        | 如果世界在哭       | SKE48                        | Type-S   | ★  |      |
| 39th | 2015年3月4日   | Green Flash        | 混混搖滾           |                              | Type-S   | ★  |      |
| 41st | 2015年8月26日  | Halloween Night    | 再見沖浪板         | Under Girls                  | Type-A   | ★  |      |
| 43rd | 2016年3月9日   | 你就是旋律         | Gonna Jump         | SKE48                        | Type-A   | ★  |      |
| 45th | 2016年8月31日  | LOVE TRIP/分享幸福 | 從看得見岸上的海邊 | Future Girls                 | Type-C   | ★  |      |
| 47th | 2017年3月15日  | Shoot Sign         | Vacancy            | SKE48                        | Type-C   | ★  |      |
| 48th | 2017年5月31日  | 空有願望           | 當代PARA           |                              | 全版本   | ★  |      |
| 49th | 2017年8月30日  | ＃就是喜歡你       | 月光假面           | Upcoming Girls               | Type-C   | ★  |      |
| 53th | 2018年09月19日 | 感傷列車           | 浪花的訊息         | 第10屆世界選拔總選舉紀念小組 | Type-D   | ★  |      |

### 專輯CD
SKE48
|     | 發行日期      | 專輯名稱 | 參與歌曲名稱 | 分隊名義 | 收錄版本 | 備註 |
| --- | ------------- | -------- | ------------ | -------- | -------- | ---- |
| 2nd | 2017年2月22日 | 革命之丘 | 夏天啊，快！ |          | 全版本   |      |

AKB48
|     | 發行日期      | 專輯名稱                     | 參與歌曲名稱                 | 分隊名義 | 收錄版本 | 備註 |
| --- | ------------- | ---------------------------- | ---------------------------- | -------- | -------- | ---- |
| 6th | 2015年1月21日 | 這裡是羅德斯島、在這裡跳吧！ | 這裡是羅德斯島、在這裡跳吧！ |          | Type-A   |      |

其他
| 發行日期       | 專輯名稱         | 參與歌曲名稱      | 名義  | 備註 |
| -------------- | ---------------- | ----------------- | ----- | ---- |
| 2017年10月25日 | Thank You Disney | 大家都是明星 （みんなスター） | SKE48 |      |

### 劇場公演
在SKE48及HKT48的劇場公演中，谷除了參與全隊的合唱曲之外，也是下述小組曲（Unit曲）的參與曲目：
| 公演名稱                           | 參與歌曲名稱 | 備註 |
| ---------------------------------- | ------------ | ---- |
| HKT48時期                          |              |      |
| HKT48 研究生公演“PARTY开始了”      | 同班同学     |      |
| HKT48 研究生公演“脑内天堂”         | 滴溜溜的转   |      |
| HKT48 研究生公演“脑内天堂”         | 你是天马     |      |
| HKT48向日葵組公演「睡衣兜風」      | 睡衣兜風     |      |
| SKE48時期                          |              |      |
| SKE48 Team E 4th Stage“手牵手”公演 | 雨珠钢琴师   |      |

## 演出

### 電視劇
- 另一個拔河女孩～為明天聲援（ツナガール ～明日にエール～；2013年2月2日）：飾演 理子[30]
- 秘密（2013年8月24日，福岡放送）：飾演 智美[31]
- 馬路須加學園4（2015年1月20日－3月31日，日本電視台）：飾演 KY[32]
- 馬路須加學園5（2015年8月25日，日本電視台／8月25日－10月27日，Hulu）：飾演 KY[33]
- ショクバの王子様 マスク娘の恋（2017年3月28日，東海電視台）：飾演 山田紀代美[34]

### 電視節目
- SKE48 炸蝦商!（2014年7月14日－9月30日，日本電視台）- 「松村香織&谷真理佳の日本列島ヒッチハイクの旅」[35]
- SKE48 炸蝦賭場！（2014年10月12日－2015年1月4日，日本電視台）-「松村香織&谷真理佳のSKE48的懸賞生活」[36]
- SKE48 ZERO POSITION 〜TEAM斯巴達!另類能力地下決鬥〜（2014年12月6日－2023年9月23日，TBS頻道1）- 初代MC[37]
- SKE48ヲ科学セヨ（2018年1月28日－2月11日，探索頻道）[38][39]
- 百道濱情報站（2018年10月22日－，西日本電視台）- 每月一次常規演出[40]
- 名古屋電視現場 BOMBER-E（2018年11月27日－2020年3月31日，名古屋電視台）- 女子會外景企劃「Private Night」主持人[40]
- HIRUOBI!（2019年5月22日－2020年9月[41]，TBS）- 常規天氣主播[18]
- 知多半島まるごとガイド ちたまる（2020年7月6日－，知多媒體網絡）- 隔週常規演出，負責「知多半島一年生」單元[42]
- スタ☆メン〜アイドル部選抜争奪バトル！（2021年3月23日－30日，BS Sky PerfecTV!）[43][44]
- 知多半島eスポーツ部（2021年11月1日－，知多媒體網絡）[45]

### 電台節目
- 長岡×Scramble（2015年4月－2016年3月，CBC電台）[46]
- 西岡健吾與谷真理佳的今夜也大騷動！（2019年10月7日－12月27日，Radio NEO／2020年1月3日－2021年4月25日，FM愛知）[47][19][48][49]
- はたごん&まりかのじょんならんラジオ（2021年4月2日－2024年3月29日，FM香川）[50]
- Beat Around 834 サテライトFLASH（2021年7月7日－9月，Medias FM）- 週三主持人[51]
- 佐藤奈織美&大城光の「税」って何だっけ？（2022年4月9日－2023年9月24日，東海電台）- 每月1次常規出演[52]
- SKE48のドリームクルーズ（2023年4月1日－2024年3月30日，CBC電台）[53]

### 舞台劇
- 舞台劇「AKB49～戀愛禁止條例～」（2014年9月11日－16日，東京AiiA劇場）：飾演 御宅族・動物[54]
- AiiA presents' 舞台「刀使之巫女」（2018年11月10日－14日，天王洲 銀河劇場）：飾演 十條姫和[55]
- 博多座開場20週年紀念公演「無仁義之戰〜她們（女人們）的殊死戰鬥篇～」（2019年11月9日－14日，博多座）：飾演 山城佐和（小林千枝）[56][57]
- GIRLS Reading Theater「童話シリーズ」in ASAKUSA（2022年1月10日，淺草花劇場）[58]
- 朗讀劇舞台「永久保貴一の極めて怖い話」（2022年7月18日，淺草花劇場）[59]
- 舞台「オオカミの誘惑」（2022年7月23日、28日，銀座博品館劇場）：飾演 望月莉子[60][61][62]
- 舞台「LIAR GAME murder mystery」（2023年3月11日，飛行船劇場）[63][64]
- 無情報 結成10週年紀念公演「BILL'S BILLS BUILDS」（2024年6月20日－23日，CBGK涉谷劇場）[65]
- 浅草怪談屋敷「友人に誘われて…」（1部～3部）（2024年7月27日，淺草花劇場）- 說書人[66]
- 演劇單位爆走大人小學生 第二十回全校集会朗讀劇《初等教育皇家》（2024年8月21日－25日，全勞濟會館（日语：スペース・ゼロ）） ：飾演 清水さん[67]

### 網絡劇
- 馬路無理學園4 外傳 第4集（2015年4月21日，Hulu）：飾演 KY

### 網絡節目
- SKE48 谷真理佳的興奮RADIO魂（2015年8月11日－12月15日，U.C.NEXT）[68]

### 活動
- WEL名古屋～渡邊名古屋藝人LIVE～（2017年1月25日－，名古屋JAMMIN）[69] -  助理MC

### 其他
- 角色企劃《電音部》（2024年）：飾演 Ai（アイ）

## 外部連結
- 谷真理佳官方網站（日語）
- Zest個人介紹頁（日語）
- SKE48個人介紹頁（日語）
- HKT48個人介紹頁（日語）
- 渡邊娛樂官網個人介紹頁（日語）
- 谷真理佳 官方博客 - SKE48官方網站（2014年5月11日－2021年12月1日）（日語）
- 谷真理佳的X（前Twitter）（日語）
- 谷真理佳的Instagram帳戶（日語）
- 谷真理佳在755的頁面（日語）
- 谷真理佳的TikTok（日語）